# Jiri Lev
Jiri Lev (Brno, 1979, /ˈjɪrɪ ˈlɛv/, en checo: Jiří Lev) es un arquitecto y urbanista australiano de origen checo, que trabaja en el ámbito de la arquitectura residencial, religiosa y pública sostenible, así como en materia de reconstrucción en caso de desastres y de desarrollo humano.
Las obras de Lev se caracterizan por un estilo arquitectónico muy variado, específico para cada región y acorde con el contexto, y por el uso habitual de materiales de construcción naturales, en bruto y de procedencia local, como la madera, la piedra, el hormigón de cáñamo, o los productos a base de arcilla y cal (Museo Gulgong Holtermann, Courtyard House, Tasmanian House). Imparte clases sobre arquitectura sostenible en conferencias, talleres y ensayos.

## Primeros años
Lev nació en la República Checa, que en aquel entonces formaba parte de Checoslovaquia. Sus padres son Jiri Loew, arquitecto, académico y político, y Lydie Loewova, también arquitecta. Estudió en un instituto de Brno, en Moravia.
En 1998 abrió en Praga su estudio de diseño multidisciplinar. En 2005 se trasladó a Sídney (Australia).
Lev cursó estudios de arquitectura en la Universidad de Newcastle, donde fue alumno de Richard Leplastrier y Kerry y Lindsay Clare. Durante sus estudios fundó ArchiCamp, un festival de arquitectura de base dedicado a la intervención arquitectónica en comunidades rurales desfavorecidas o afectadas por catástrofes.

## Carrera
Lev abrió su estudio Atelier Jiri Lev en 2014. Su primer encargo fue el Museo Gulgong Holtermann, un proyecto comunitario impulsado por voluntarios consistente en la readaptación de dos edificios históricos que aparecen en los billetes australianos, así como varios pabellones polivalentes de nueva construcción.
Para hacer frente a los incendios forestales australianos de 2019-2020, Lev creó Architects Assist, una iniciativa que agrupa a varios estudios de arquitectura australianos con el objetivo de brindar asistencia desinteresada a las víctimas, a modo de "plataforma para el acceso equitativo a la arquitectura sostenible y resiliente". En 2020 esta iniciativa contaba con 600 estudios de arquitectura adheridos.
En 2020, el estudio de Lev desveló su proyecto de construcción de dos ecoaldeas piloto en Tasmania, para hacer frente a la crisis ambiental y de vivienda, inspiradas en los movimientos de ecoaldeas y cohousing y en los poblados tradicionales europeos. Se proponía una red de formas urbanas reducidas y compactas, rodeadas de tierras agrícolas de uso colectivo y espacios naturales de gestión compartida. En 2021 se completó una residencia prototipo.
A raíz del tornado de 2021 en Moravia del Sur, Lev fundó Architekti Pro Bono, una iniciativa que reúne a varios arquitectos checos con el fin de prestar asistencia a los damnificados.

## Filosofía
Lev aboga por un estilo arquitectónico local y específico de la región. En su obra toma como referencia la arquitectura autóctona y la interpreta. Sostiene que las tendencias de diseño globales perjudican gravemente la identidad y el espíritu de los lugares en los que se implantan. Suele recurrir a los principios del nuevo urbanismo.
Las obras de Lev emplean a menudo materiales de construcción naturales, en bruto y de origen local, y evitan o reducen al mínimo el uso de tratamientos químicos, plásticos y pinturas sintéticas. Sus edificios han sido calificados de "casi comestibles" y su filosofía se ha descrito como "un diseño que busca la economía de los medios y la generosidad de los fines".
El estudio de Lev ha realizado un gran número de proyectos de carácter benéfico y comunitario, a menudo dentro de talleres en los que participan estudiantes. En ocasiones, el estudio libera planos de viviendas sostenibles al dominio público como código abierto.
El estudio es conocido por no publicitar sus proyectos comerciales ni optar a premios.